# Cranichis antioquiensis
Cranichis antioquiensis är en orkidéart som beskrevs av Rudolf Schlechter. Cranichis antioquiensis ingår i släktet Cranichis, och familjen orkidéer. Inga underarter finns listade i Catalogue of Life.